# Живокость крупноцветковая
Жи́вокость крупноцветко́вая, или дельфи́ниум крупноцветковый (лат. Delphínium grandiflórum), — вид травянистых растений, относящийся к роду Живокость семейства Лютиковые (Ranunculaceae).
Популярное декоративное растение родом из Восточной Сибири и прилегающих регионов.

## Ботаническое описание
Многолетнее травянистое растение с прямостоячим ветвистым стеблем 25—50 см и более высотой, покрытым коротким прижатым белым опушением.
Листья 2—5 см длиной, пальчато-раздельные на 5 широкояйцевидных в очертании, дваждытройчато-раздельные доли, меньшие дольки узколинейные, до 2 мм шириной, заострённые на верхушке.
Цветки собраны в редкую кисть, ярко-синие, иногда белые или розовые. Прицветники тройчато-рассечённые, самые верхние — цельные. Цветоножки 2—6,5 см и более длиной, с линейно-шиловидными прицветничками. Листочки околоцветника эллиптические или обратноланцетные, с тупой верхушкой, 13—25 мм длиной, опушённые с наружной стороны. Шпорец почти горизонтально отходящий от цветка, несколько загнутый, неясно заострённый, до 2 см длиной. Стаминодии синие, сверху с длинными желтоватыми волосками.
Плоды — многолистовки. Листовки покрыты густым прижатым опушением, около 1,5 см длиной.

## Распространение
Распространён на Алтае, в Восточной Сибири, в Монголии и Северном Китае, на Дальнем Востоке. Растёт по сухим лугам и степям, в долинах рек, на склонах, по залежам.

## Значение и применение
Популярное холодостойкое декоративное растение. Выведено множество сортов с махровыми и разноцветными цветками.
Посещается пчёлами для сбора пыльцы и нектара в которых содержится ядовитый для пчёл алкалоид дельфинин.

## Таксономия
Delphinium grandiflorum L., Sp. Pl. 1: 531 Архивная копия от 2 января 2020 на Wayback Machine (1753).

### Синонимы
- Delphinastrum grandiflorum (L.) Spach, 1838
- Chienia honanensis W.T.Wang, 1964
- Delphinium bonatii H.Lév., 1909
- Delphinium sinense Fisch. ex Link, 1822
- Delphinium virgatum J.Jacq. ex Spreng., 1825, nom. illeg.